# Hugo Cailhol
Hugo Cailhol est un céiste français né le 5 septembre 1991 à Cholet.
Il remporte aux Championnats d'Europe de slalom 2017 la médaille d'or en canoë biplace par équipes. Aux Championnats d'Europe de slalom 2018, il est médaillé de bronze en canoë biplace par équipes.